# Videojuego erótico
La inclusión del sexo y la desnudez en los videojuegos, así llamados videojuegos eróticos, ha sido un tema polémico desde los primeros días de la industria. Mientras que muchos videojuegos han utilizado imágenes o personajes escasamente vestidos para vender o mejorar juegos, algunos van más allá usando actos sexuales o desnudos como motivación del personaje, recompensa en el juego o simplemente como un elemento de juego. Estos juegos se originan en todo el mundo, en la mayoría de plataformas y Puede ser de cualquier género de videojuegos. Si bien los lanzamientos en Europa y América del Norte han sido esporádicos y a menudo sin licencia, en su mayoría utilizaron métodos homebrew, Japón ha visto apariciones de un subgénero  videojuego pornográfico denominado eroge, apareciendo por primera vez en la plataforma informática PC-88 de NEC en los años ochenta. En los años 90, NEC (en la serie PC Engine y PC-FX) y Sega (en Saturn) fueron las únicas empresas que oficialmente permitieron contenido sexual en sus consolas en Japón, pero eroge era más frecuente en computadoras PC-98, Sharp X68000 y FM Towns.

## Historia

### Años 1980
Uno de los primeros videojuegos (si no el primero) con temas sexuales fue Softporn Adventure, de 1981 una aventura conversacional publicada por On-Line Systems para Apple II. A pesar de la fuerte piratería, el juego aún vendía 25.000 copias, aproximadamente el equivalente al 25% del número de Apple II vendido en ese momento. En un artículo de 1981 en la revista Time, On-Line informó que estaban haciendo una versión del juego para las mujeres heterosexuales, aunque esto nunca se materializó.
En 1982, la empresa japonesa Koei, fundado por Yoichi y Keiko Erikawa (y más tarde conocido por los videojuegos de estrategia), lanzó el primer juego de computadora erótico con gráficos sexualmente explícitos, Night Life, un juego de aventura gráfica para NEC PC-8801. Ese mismo año, Koei lanzó otro título erótico, Danchi Tsuma no Yuwaku, que fue un juego de rol y de aventuras con gráficos en color, debido a la paleta de ocho colores que utilizaba la computadora NEC PC-8001. Se convirtió en un éxito, y ayudó a Koei a convertirse en una importante empresa de software.
Ese mismo año, la compañía Mystique lanzó tres juegos sin licencia para el Atari 2600; Beat 'Em & Eat' Em, Custer's Revenge, y Bachelor Party. Los juegos se destacaron por su recepción negativa, particularmente Custer's Revenge por su representación de (lo que se percibía como) el general Custer violando a mujeres nativas americanas. A pesar de las ventas aumentadas (debido a una de las primeras controversias en videojuegos), Mystique salió del negocio después de publicar solamente estos tres juegos. Una compañía llamada Playaround comenzó a distribuir estos juegos empaquetados en carticuos compilatorios 2-en-1. Estos juegos también incluían versiones re-trabajadas con protagonistas femeninas, Philly Flasher (Beat 'Em & Eat' Em), Bachelorette Party (Bachelor Party) y General Retreat (Custer's Revenge). La versión re-lanzada de Custer's Revenge se tituló Westward Ho!, y presentó ligeras modificaciones, como la mujer americana nativa haciendo señas para indicar que dio la bienvenida a los avances de Custer. Lanzaron cuatro nuevos títulos, Burning Desire/Jungle Fever y Cathouse Blues/Gigolo.
En 1983, se lanzaria X-Man para el Atari 2600. El juego presenta al jugador como un hombre desnudo que trabaja a través de un laberinto hacia una puerta rosada en el centro, a través de cangrejos antagónicos, dientes y tijeras. Los jugadores que llegaron a la puerta rosa fueron recompensados con una escena de sexo controlable.
Al igual que con Koei, varias otras compañías japonesas ahora famosas como Square Enix (antiguamente Squaresoft y Enix) y Nihon Falcom también lanzaron juegos adultos eróticos para la computadora PC-8801 a principios de los años 80 antes de que se convirtieran en corriente principal. Los primeros eroges tenían generalmente historias simplistas y contenido sexual extremo, incluyendo la violación. Estos factores a menudo llevaron a una condena generalizada de los medios de comunicación japoneses.[cita requerida] En algunos de los primeros juegos eróticos, el contenido erótico se integra de manera significativa en una historia pensada y madura, aunque otros lo usaban a menudo como una simple excusa para la pornografía. Los juegos eróticos hicieron popular al PC-8801, pero los clientes rápidamente se cansaron de pagar 8800 yenes, para juegos tan sencillos. Pronto, se inventaron nuevos géneros. Chaos Angels de ASCII, un videojuego de rol erótico, inspiró algunos títulos y series como Dragon Knight de Elf y Rance de AliceSoft, respectivamente. Estos juegos, entre otros, también estuvieron presentes en el MSX.
En 1983, una empresa llamada Enterprises Enterprises, Ltd., lanzó un juego de arcade llamado Swinging Singles, que se destinaba principalmente a Bares, tiendas para adultos y clubes de sexo. El juego requiere que el jugador pase por el laberinto de la ciudad recolectando puntos como Pac-Man antes de llegar a un burdel donde el jugador está obligado a luchar contra las enfermedades venéreas y recoger las llaves para desbloquear las escenas de sexo. Una vez que las escenas están desbloqueadas la puerta superior está abierta donde el jugador puede ir y participar en una escena de sexo controlable dejando el jugador tener relaciones sexuales con una mujer hasta que el jugador llega al orgasmo y el juego ha terminado.
También lanzado en 1984 Strip Poker: A Sizzling Game of Chance para el Commodore 64 que fue creado por el software de Artworx.
En 1986, Martech lanzó un juego de strip poker con imágenes digitalizadas de Samantha Fox, en el Spectrum, C64 y Amstrad. La misma compañía lanzaría más adelante el polémico Vixen, ofreciendo otra modelo, Corinne Russell.
También en 1986, On-Line Systems (ahora llamado Sierra On-Line) pidió al diseñador de juegos Al Lowe que desarrollara un juego para adultos en el estilo de aventura gráfica popularizado por su serie King's Quest. Lowe tomó los elementos básicos de Softporn Adventure, ampliado en gran medida, y lo lanzó como el juego de 1987 Leisure Suit Larry en el Land of the Lounge Lizards. Sierra no anunció el juego y los minoristas eran reacios a llevarlo, por lo que las ventas iniciales fueron bajas. Sin embargo, la propagación del boca a boca y pronto la serie Larry del juego del ocio era un éxito, frezando dos secuelas antes del final de la década, el juego del ocio de 1988 Larry va buscando el amor (en varios lugares incorrectos).

### Años 1990
Con juegos basados en CD-ROM y multimedia en la década de 1990, la mayoría de los videojuegos para adultos presentaban videoclips con una interactividad limitada. También se usaron gráficos 3D pre-renderizados y en tiempo real. Mientras que la mayoría de los juegos se podían considerar nada más que la pornografía, algunos intentaron incluir la historia real y la trama. Esto se puede ver en algunos juegos con contenido menos explícito, igual a una película clasificada como R o PG-13.
En 1990 vio el lanzamiento del primer juego en la serie Gals Panic. El juego derivó elementos del juego de un título más viejo llamado Qix, que no tenía imágenes sexuales. El objeto de los juegos es remover lentamente pedazos del campo de juego mientras se evita un enemigo o grupos de enemigos. Quitar el campo de juego revela lentamente una imagen de modelos cada vez con menos ropa. El juego tuvo nueve secuelas a lo largo de los 90 (con un juego final en 2002).
En 1992, Elf lanzó Dōkyūsei. En ella, antes de cualquier erotismo, el usuario tiene que ganar primero el afecto de una de un número de personajes femeninos, convirtiendo la historia en una novela romántica interactiva. Así, el género de la simulación del amor fue inventado. Poco después, el videojuego Otogirisou en el Super Famicom atrajo la atención de muchos jugadores japoneses. Otogirisou era un juego de aventura estándar pero tenía finales múltiples. Este concepto fue llamado una "novela sonora".
En 1996, la nueva editora de software Leaf expandió esta idea, llamándola una novela visual y lanzando su primer juego exitoso, Shizuku, una historia de horror protagonizada por un violador de la escuela secundaria, con escritura y música muy revisada. Su próximo juego, Kizuato, fue casi tan oscuro. Sin embargo, en 1997, lanzaron A Corazón, una historia dulcemente sentimental de amor de la escuela secundaria que se convirtió en uno de los eroge más famosos y trendsetting jamás. A la música de Heart era tan popular que se agregó a las máquinas de karaoke en todo Japón, una primera para eroge.
Después de un juego similar por Tactics, One: Kagayaku Kisetsu e, se convirtió en un éxito en 1998, Visual Art's scouted principal personal creativo de One para formar una nueva marca bajo ellos, que se convirtió en clave. En 1999, Key lanzó Kanon. Contiene sólo unas siete escenas eróticas breves en una historia sentimental del tamaño de una larga novela (una versión para todas las edades también fue lanzada después), pero el entusiasmo de la respuesta fue sin precedentes, y Kanon vendió más de 300.000 copias. En 2002 se produjo una serie de anime de 13 episodios, así como otra serie de anime de 24 episodios en 2006. Aunque muchos eroge todavía se comercializan principalmente en el sexo, eroge que se centran en la historia son ahora una parte importante establecida de la cultura otaku japonesa.

### Años 2000

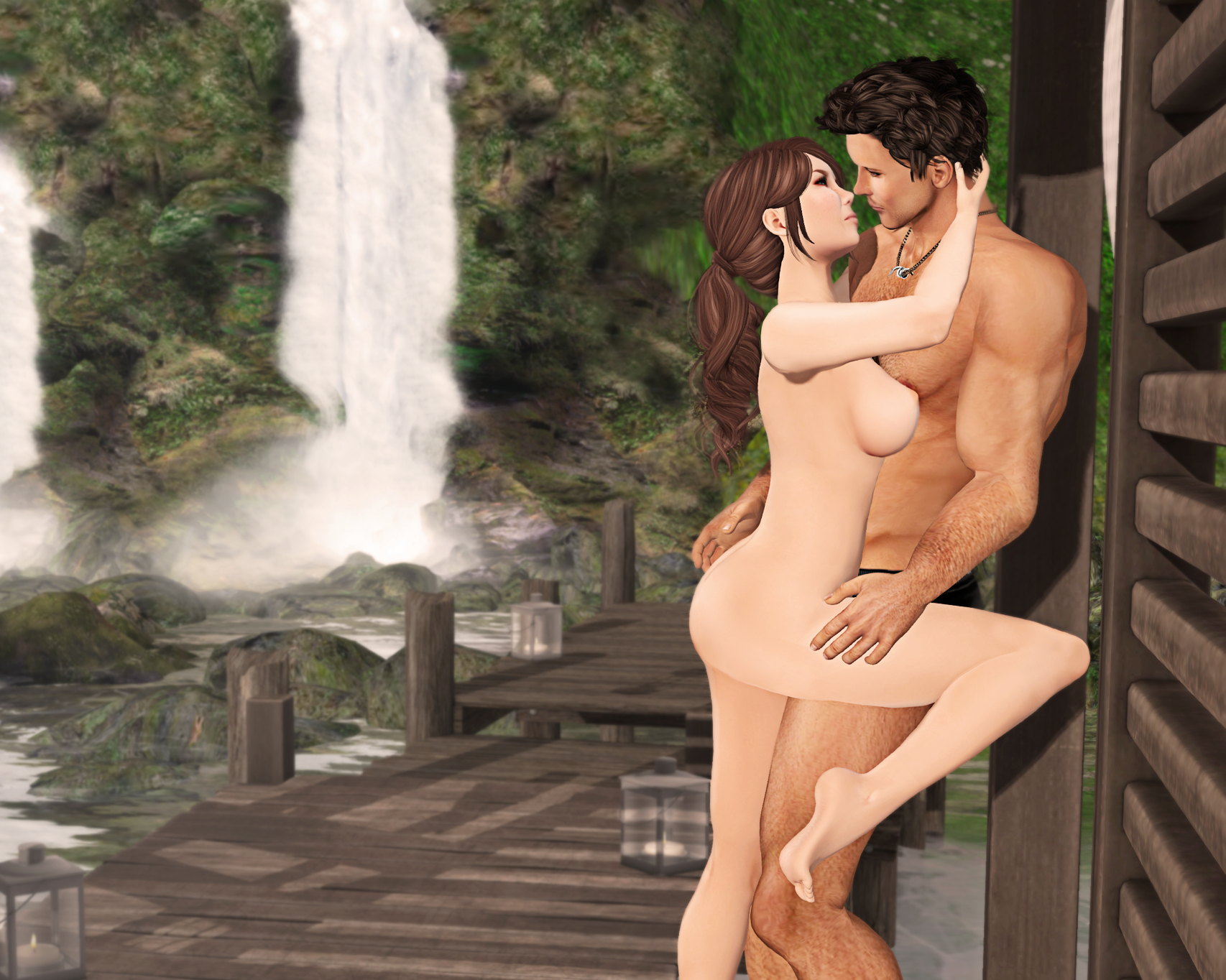
Poses sexuales de Second Life.

Los editores de consolas modernas a menudo tienen políticas contra las representaciones de desnudos y sexualidad explícita, en particular Sony Computer Entertainment con su marca de consolas PlayStation. BMX XXX para PlayStation 2 fue censurado en el lanzamiento estadounidense, mientras que las versiones en Xbox y GameCube no eran y ofrecieron desnudez. Sin embargo, Sony permitió la desnudez en el título God of War, que también fue desarrollado por Sony.
Escenas de sexo y desnudos también han aparecido en Quantic Dream Fahrenheit (también conocido como Indigo Prophecy) y Heavy Rain, lanzado para Playstation 2 y Playstation 3, respectivamente.
Una nueva generación de juegos sociales para adultos ha surgido que unen a múltiples usuarios en entornos sexuales. Ejemplos incluyen Red Light Center, Singles: Flirt Up Your Life y Playboy: The Mansion. Aunque no está explícitamente pensado para el entretenimiento exclusivamente para adultos, el mundo virtual de Second Life, que está compuesto casi por completo de contenido hecho por el jugador, tiene una variedad de entretenimiento para adultos muy exóticos incluyendo desnudos y actividades sexuales completas.
Los juegos para adultos pueden tomar la forma de bootlegs, eludiendo a los editores principales que pueden tener políticas contra tales juegos. Los parches o hacks para incorporar juegos que no son originalmente para adultos pueden agregar temas sexuales y pornográficos, principalmente para el humor, especialmente cuando la sexualidad nunca fue pensada en el juego original. Ejemplos incluyen los videojuegos de Tomb Raider, el mod Hot Coffee de Grand Theft Auto: San Andreas, The Elder Scrolls IV: Oblivion y The Elder Scrolls V: Skyrim, (ambos con múltiples mods), Half-Life 2 FakeFactory Cinematic Mod y ROM hacks para emuladores de consola.
Internet ha permitido a los juegos para adultos recibir mayor disponibilidad y reconocimiento, incluyendo juegos de aficionados en Flash o Java. También ha permitido a los aficionados crear y distribuir juegos de aventuras de texto para adultos, conocidos como "Adult Interactive Fiction" o AIF.

### Años 2010 y siguientes generaciones
Una gran generación aficionada al retrogaming para adultos ha permitido unir a múltiples usuarios en entornos sexuales para desarrollar herramientas de juego en software homebrew. De este modo, se han creado juegos para NES como Cheril y otros series de Mojon Twins, FG Software y otros influenciados por el anime para adultos, incluyendo el subgénero lolicon.

## Listas de juegos relacionados
- Lista de los videojuegos eróticos japoneses
- Lista de los videojuegos eróticos
- Lista de los videojuegos clasificados por la AO (clasificación de la ESRB "Sólo para adultos")
- Lista de los videojuegos prohibidos
- Videojuego yaoi